# Dormettingen
Dormettingen település Németországban, azon belül Baden-Württembergben. Lakosainak száma 1114 fő (2023. december 31.). Dormettingen Balingen, Dotternhausen, Dautmergen, Geislingen és Schömberg községekkel határos.

## Népesség
A település népessége az elmúlt években az alábbi módon változott:
| Lakosok száma | 727  | 723  | 806  | 767  | 817  | 991  | 1075 | 1067 | 1035 | 1114 |
|               | 1961 | 1967 | 1974 | 1980 | 1987 | 1993 | 2000 | 2006 | 2013 | 2023 |